# NGC 2380
NGC 2380 (ook wel NGC 2382) is een lensvormig sterrenstelsel in het sterrenbeeld Grote Hond. Het hemelobject werd op 1 februari 1837 ontdekt door de Britse astronoom John Herschel.

## Synoniemen
- NGC 2382
- ESO 492-12
- MCG -5-18-5
- CGMW 2-842
- PGC 20916